# Tel Dan

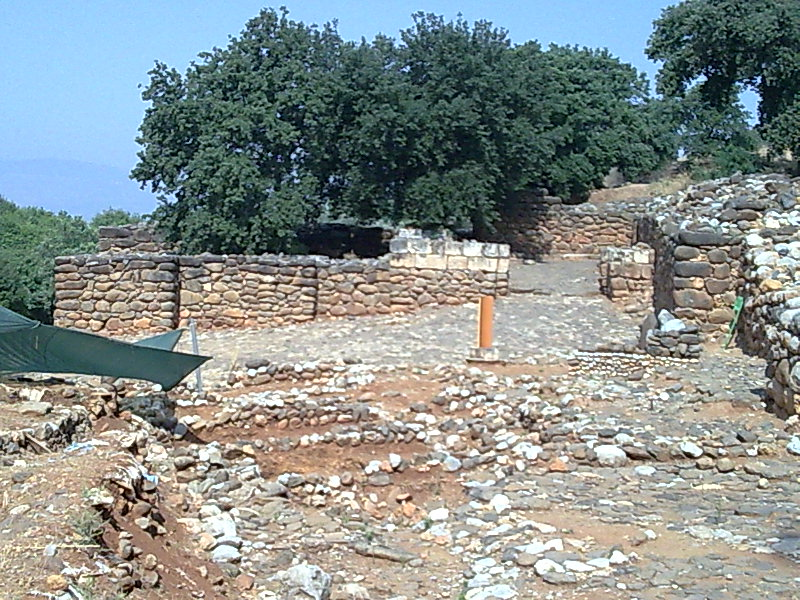
Tel Dan - Resterna av Järnåldersporten vid södra stadsmuren.

Tel Dan ("Dans tell", hebreiska: תל דן), även känd som Tell el-Qadi  (Domartellen på arabiska, تل القاضي, ordagrann översättning av det hebreiska namnet Tel Dan, "Dan" bli "dömd", eller "döma någon"), är en arkeologisk plats i Israel i övre Galileen nära Golanhöjderna. Platsen är ganska säkert identifierad som den bibliska staden "Dan (stad), den nordligaste staden i Kungariket Israel, som Domarboken säger tidigare hette Laish innan den erövrades av Davids stam. På grund av sitt läge nära gränsen till Libanon och i norra änden av territoriet som hamnade under brittiska Palestinamandatet, har Tel Dan en lång och ofta bitter strid i modern historia, senaste under Sexdagarskriget 1967.

## Historia
Fynd på platsen dateras till den neolitiska eran omkring 4500 f.Kr. Genom fynden som hittats, som omfattar 0,8 meter breda murar och keramikskärvor, verkar platsen ha varit bebodd sedan neolitisk tid i flera hundra år innan den övergavs under en period på omkring 1000 år.

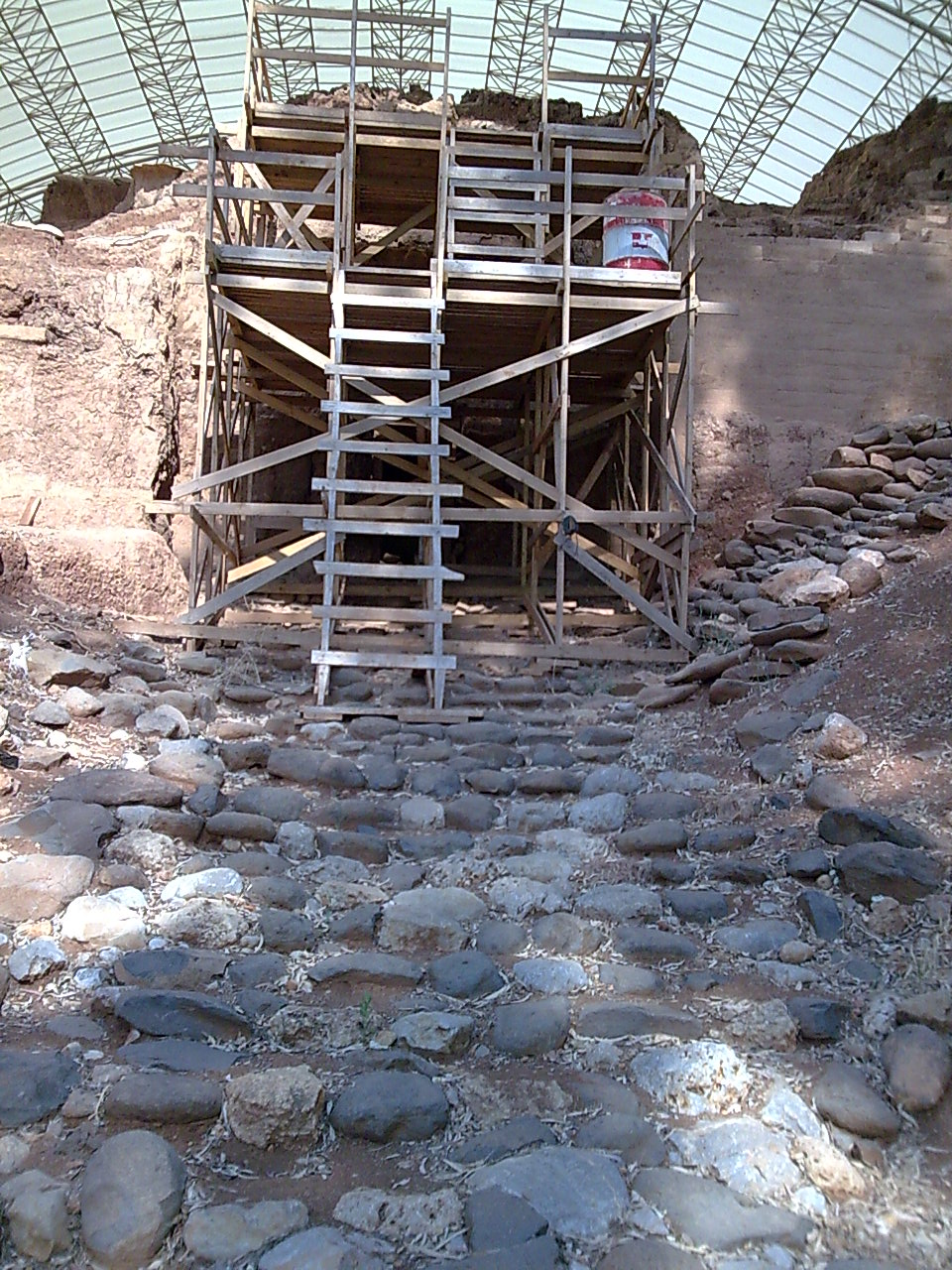
Tel Dan - Utgrävning och rekonstruktion av östra Bronsåldersporten.

Inom resterna av stadsmuren, nära den yttre portens ingång, hittades fragment som till synes ursprungligen hörde till en stele. Detta basaltfragment, Tel Dan-stelen, har en arameisk inskription, som refererar till en av de arameiska kungarna i Damaskus; de flesta kunniga inom området anser att kungen som refereras till är Hazael (omkring 840 f.Kr), även om en minoritet hävdar att det istället refereras till Ben-Hadad (omkring 802 f.Kr). Ytterst lite återstår av inskriptionen, men texten har bokstäverna 'ביתדוד' (BYTDWD), som flesta forskare är överens om att refererar till Davids hus (Beth David på arameiska och hebreiska). Raden alldeles ovanför, står det 'MLK YSR'L', i.e. "kung av Israel" (arameiska texter från denna tid saknar vokaler). Om denna tolkning av inskriptionen är korrekt är detta den första kända hänvisningen till kung David, daterad till 800-talet f.Kr.
För att göra i ordning platsen för besökare, tog man 1992 bort bråte från tiden för assyriernas förstörelse av staden av Tiglath-pileser III år 733–732 f.Kr. Helt oväntat, hittades en hittills okänd äldre stadsport. Ingångskomplexet ledde in till ett stentäckt torg där det fanns en låg stenplattform. Denna har av en del bibliska litterära identifierats som podiet för den gyllene kalven som Bibeln säger sattes där av Jeroboam.

## Abrahams port
De som grävde ut Tel Dan avtäckte en stadsport gjord av lertegel, som uppskattas ha byggts omkring 1750 f.Kr., troligen under de bibliska patriarkernas tid. Den har fått namnet Abrahams port, då Abraham reste till Dan för att rädda sin nevö Lot. Genesis 14:14: "När Abram hörde att hans brorson var tillfångatagen mönstrade han sina vapenföra män, de slavar som var födda hos honom, 318 man, och förföljde kungarna ända till Dan". Portarna har blivit en välbesökt turistattraktion och restaurerades i slutet på 00-talet.